# Carl Siegfried von Hoym
Carl Siegfried Freiherr von Hoym, seit 1711 Graf von Hoym (* 9. Juli 1675 in Droyßig; † 2. April 1738 in Guteborn) war ein königlich-polnischer und kurfürstlich-sächsischer Geheimer Rat und Kammerherr sowie Besitzer des Gutes Guteborn mit den dazugehörigen Ortschaften Ruhland, Grünewald, Arnsdorf, Schwarzbach u. a., seit 1723 auch eines Teils der Herrschaft Schlawentzitz.

## Leben
Carl Siegfried Freiherr Hoym entstammte dem alten anhaltischen Adelsgeschlecht Hoym mit gleichnamigem Stammhaus bei Hoym (erste urkundliche Erwähnung 1195) und war der Sohn des Ludwig Gebhard von Hoym (1631–1711) und der Catharina Sophia von Schönfeld. Sein älterer Bruder Adolph Magnus von Hoym war zeitweilig mit der bekannten Gräfin Cosel verheiratet.
Am sächsischen Hof in Dresden war er Geheimer und Kammerrat sowie zeitweise auch Hof- und Justiz- sowie Appellationsrat. 1711 wurde er gemeinsam mit seinen Geschwistern in den Reichsgrafenstand erhoben.
Carl Siegfried erwarb nach dem Tod des Vaters dessen Güter im kursächsischen Amt Hayn, darunter vor allem das Schloss Guteborn, das er zu seinem Hauptsitz ausbaute. Er stiftete die reichsgräfliche, von der Droyßiger abgetrennte Guteborner Linie seiner Familie.
Nach dem Tod seines trotz zweier Ehen kinderlos gebliebenen Bruders Adolph Magnus von Hoym am 15. Oktober 1723 in Ratibor fielen ihm durch Erbschaft Teile von dessen Herrschaft Schlawentzitz zu, ein für damalige Verhältnisse industriell hochentwickeltes Gebiet, welches bereits durch den Reichsgrafen Jacob Heinrich von Flemming, Minister und Armeechef Augusts des Starken, gefördert worden war.
Er hinterließ aus seiner am 12. Januar 1702 geschlossenen Ehe mit Dorothea Sophia von Löben, Tochter von Adolph von Löben, neben zwei Töchtern nur einen Sohn, Carl Gotthelf Graf von Hoym, der die väterlichen Güter erbte und am 19. Februar 1715 auf dem Schloss Guteborn geboren wurde. Carl Gotthelf Graf von Hoym starb als Kammerherr im Alter von 33 Jahren am 26. März 1748. Sein Sohn Adolph Magnus Gotthelf Graf von Hoym wurde erst posthum am 17. Oktober 1748 geboren und stand bis 1769 unter der Vormundschaft seiner Mutter Charlotte Sophie Reichsgräfin von Hoym (am 22. März 1720 in Zschorna geborene Gräfin von Beichlingen). Diese ersteigerte 1756 im Namen ihres Sohnes das Rittergut Hermsdorf mit dem dazugehörigen Grünberg aus dem Nachlass des 1744 verstorbenen Adam Friedrich von Flemming. Danach wird Guteborn nur noch als Beigut von Hermsdorf bezeichnet. Adolph Magnus Gotthelf Reichsgraf von Hoym starb unvermählt am 12. Juli 1775. Mit ihm erlosch die Gutenborner Linie im Mannesstamm, seine Güter fielen außer Hermsdorf und Grünberg an Gotthelf Adolph von Hoym, mit dem dann am 22. April 1783 die gesamte sächsische Linie ausstarb. Charlotte Sophie Reichsgräfin von Hoym und ihre Tochter Charlotte Dorothea Gräfin von Schönberg (* 5. Januar 1743 in Guteborn, verh. 19. August 1764 ebenda) verlegten ihren Lebensmittelpunkt nach Schloss Hermsdorf. Beide liegen in einem Doppelgrab in Lausa begraben, wobei die Mutter (gest. 24. Januar 1808 in Hermsdorf) ihre Tochter (gest. 6. November 1789 ebenda) und ihre Enkeltochter Mariana Amalia Gräfin Dohna (geb. 10. August 1779 in Hermsdorf,
gest. 10. September 1805 in Lausa) überlebte.  Hermsdorf ging an den ehemaligen Ehemann von Mariana Amalia, den Burggrafen Heinrich Ludwig zu Dohna und dessen zweite Frau Friederike Gräfin Dohna (geb. zu Stolberg-Wernigerode). Eine weitere Enkeltochter, Auguste Charlotte von Kielmannsegge, überlebte ihre restliche Familie, ging 1809 nach Paris, wurde leidenschaftliche Napoleonverehrerin und wohl auch dessen Mata Hari.

## Auszeichnungen
- Ritter vom Königlichen Weißen Adlerorden